# Девід Грем (тенісист)
Девід Грем (англ. David Graham; нар. 4 серпня 1962) — колишній австралійський тенісист.
Найвищу одиночну позицію світового рейтингу — 324 місце досяг 3 січня 1983, парну — 46 місце — 2 січня 1984 року.
Здобув 2 парні титули.
Найвищим досягненням на турнірах Великого шолома був півфінал в парному розряді.

## Фінали за кар'єру

### Парний розряд (2–2)
| Результат | W-L | Дата | Турнір                | Покриття | Партнер      | Суперники                       | Рахунок       |
| --------- | --- | ---- | --------------------- | -------- | ------------ | ------------------------------- | ------------- |
| Поразка   | 0–1 | 1983 | Окленд, Нова Зеландія | Тверде   | Лорі Вордер  | Кріс Льюїс Расселл Сімпсон      | 6–7, 3–6      |
| Перемога  | 1–1 | 1984 | Ньюпорт, США          | Трава    | Лорі Вордер  | Кен Флек Роберт Сегусо          | 6–4, 7–6      |
| Перемога  | 2–1 | 1985 | Флоренція, Італія     | Ґрунт    | Лорі Вордер  | Брюс Дерлін Карл Лімбергер      | 6–1, 6–1      |
| Поразка   | 2–2 | 1985 | Washington Open, США  | Ґрунт    | Балаж Тароці | Ганс Гільдемайстер Віктор Печчі | 3–6, 6–1, 4–6 |